# Juan Francisco Sarasti Jaramillo
Juan Francisco Sarasti Jaramillo CIM (ur. 30 lipca 1938 w Cali, zm. 25 lutego 2021 tamże) – kolumbijski duchowny rzymskokatolicki, w latach 2002–2011 arcybiskup Cali.

## Życiorys
Święcenia kapłańskie przyjął 30 marca 1963 w zgromadzeniu eudystów. Był m.in. mistrzem nowicjatu (1968-1969), radnym generalnym (1969–1970), rektorem seminarium w Santa Rosa de Osos (1971–1974) oraz sekretarzem Wydziału ds. Seminariów krajowej Konferencji Episkopatu.
8 marca 1978 został mianowany biskupem pomocnicniczym Cali ze stolicą tytularną Egara. Sakrę biskupią otrzymał 6 maja 1978. 23 grudnia 1983 objął rządy w diecezji Barrancabermeja. 25 marca 1993 został mianowany arcybiskupem Ibagué, a 17 sierpnia 2002 arcybiskupem Cali.
18 maja 2011 ze względu na postępującą chorobę Parkinsona zrezygnował z urzędu.
Zmarł 25 lutego 2021 w Cali.